# Regierungsbezirk Darmstadt
Der Regierungsbezirk Darmstadt ist eine Verwaltungseinheit im deutschen Land Hessen mit Sitz in Darmstadt. Der Regierungsbezirk umfasst die Region Südhessen und bildet die gleichnamige Planungsregion. Mit über vier Millionen Einwohnern sind hier rund zwei Drittel der hessischen Bevölkerung wohnhaft. Außerdem wird hier der Großteil des hessischen Bruttoinlandsprodukts erwirtschaftet und die Region zählt zu den wohlhabendsten Regionen in Deutschland und in der Europäischen Union. Die Verwaltungsbehörde des Regierungsbezirks ist das Regierungspräsidium Darmstadt, das als Behörde der allgemeinen Landesverwaltung die Hessische Landesregierung in den ihm übertragenen Aufgaben im Bezirk vertritt. Das Regierungspräsidium vollzieht Landes-, Bundes- und Europarecht und sorgt als Fachaufsichtsbehörde für eine einheitliche Rechtsanwendung.

## Verwaltungsgliederung
Der Regierungsbezirk gliedert sich in zehn Landkreise, vier kreisfreie Städte und drei Sonderstatusstädte (Städte mit mehr als 50.000 Einwohnern, denen Aufgaben des Landkreises für ihren Bereich zur Wahrnehmung durch städtische Behörden übertragen wurden):

### Landkreise
1. Bergstraße
2. Darmstadt-Dieburg
3. Groß-Gerau
4. Hochtaunuskreis
5. Main-Kinzig-Kreis
6. Main-Taunus-Kreis
7. Odenwaldkreis
8. Offenbach
9. Rheingau-Taunus-Kreis
10. Wetteraukreis

### Kreisfreie Städte
1. Darmstadt
2. Frankfurt am Main
3. Offenbach am Main
4. Wiesbaden

### Sonderstatusstädte
1. Bad Homburg vor der Höhe (Hochtaunuskreis)
2. Hanau (Main-Kinzig-Kreis)
3. Rüsselsheim am Main (Landkreis Groß-Gerau)

| Bad Homburg |

| Darmstadt |

| Dietzenbach |

| Frankfurt |

| Gelnhausen |

| Groß-Gerau |

| Heppenheim |

| Hofheim |

| Wiesbaden |

| Bad Schwalbach |

| Offenbach |

| Erbach |

| Friedberg |

## Geschichte
Der Regierungsbezirk Darmstadt wurde 1945 bei Bildung des Landes Groß-Hessen als einer von drei Regierungsbezirken (neben Kassel und Wiesbaden) errichtet, und zwar aus den in der amerikanischen Besatzungszone gelegenen rechtsrheinischen Teilen des Volksstaates Hessen. Er bestand aus zwei räumlich getrennten Teilen; dazwischen lag die Stadt Frankfurt am Main im Regierungsbezirk Wiesbaden. Der südliche Teil, die frühere Provinz Starkenburg, umfasste die kreisfreien Städte Darmstadt und Offenbach am Main sowie die Landkreise Bergstraße, Darmstadt, Dieburg, Erbach, Groß-Gerau und Offenbach. Der nördliche Teil, die frühere Provinz Oberhessen umfasste die kreisfreie Stadt Gießen sowie die Landkreise Alsfeld, Büdingen, Friedberg, Gießen und Lauterbach.
Am 6. Mai 1968 hörte der Regierungsbezirk Wiesbaden kraft Gesetzes auf zu bestehen, und der Regierungsbezirk Darmstadt umfasste von da an auch die bisher dem aufgelösten Regierungsbezirk unterstellten kreisfreien Städte und Landkreise. Das Regierungspräsidium in Darmstadt war somit auch für die kreisfreien Städte Frankfurt am Main, Hanau und Wiesbaden sowie für die Landkreise Biedenkopf, Dillkreis (Dillenburg), Gelnhausen, Hanau, Limburg, Main-Taunus-Kreis (Frankfurt-Höchst), Oberlahnkreis (Weilburg), Obertaunuskreis (Bad Homburg vor der Höhe), Rheingaukreis (Rüdesheim am Rhein), Schlüchtern, Untertaunuskreis (Bad Schwalbach), Usingen und Wetzlar zuständig (sechs kreisfreie Städte und 24 Landkreise).
Bei der Gebietsreform, die in Hessen im Wesentlichen zwischen 1972 und 1977 vollzogen wurde (mit einer nochmaligen Änderung im Raum Mittelhessen 1979, siehe Lahn, Gießen, Wetzlar), wurden die Landkreise zu größeren Verwaltungseinheiten zusammengeschlossen sowie die kreisfreien Städte Hanau und Gießen in die umliegenden Landkreise integriert.
Nach endgültigem Abschluss der Kreisreform 1979 umfasste der Regierungsbezirk Darmstadt noch die kreisfreien Städte Darmstadt, Frankfurt am Main, Offenbach und Wiesbaden sowie die Landkreise Bergstraße, Darmstadt-Dieburg, Gießen, Groß-Gerau, Hochtaunuskreis, Lahn-Dill-Kreis, Limburg-Weilburg, Odenwaldkreis, Offenbach, Main-Kinzig-Kreis, Main-Taunus-Kreis, Rheingau-Taunus-Kreis, Vogelsbergkreis und Wetteraukreis (vier kreisfreie Städte und 14 Landkreise).
Am 1. Januar 1981 wurde der Regierungsbezirk Gießen errichtet. Damit gab es in Hessen wieder drei Regierungsbezirke. Dem Regierungspräsidium Gießen wurden die Landkreise Gießen, Lahn-Dill-Kreis, Limburg-Weilburg und Vogelsbergkreis sowie Marburg-Biedenkopf zugeordnet. Seither umfasst der Regierungsbezirk Darmstadt die oben genannten vier kreisfreien Städte und zehn Landkreise.

## Historische Quellen
Die historischen Unterlagen des Regierungspräsidiums werden im Hessischen Staatsarchiv Darmstadt aufbewahrt (Bestand H 1). Der Bestand, der Akten aus unterschiedlichsten Themenbereichen umfasst, ist größtenteils bereits erschlossen und im Internet recherchierbar.

## Wirtschaft
Im Vergleich mit dem Bruttoinlandsprodukt pro Kopf der Europäischen Union, ausgedrückt in Kaufkraftstandards, erreicht die Region im Jahr 2015 einen Index von 163 (EU-28 = 100) und zählt damit zu den wohlhabendsten Regionen in Deutschland und Europa.

## Konfessionsstatistik
Nach dem Ergebnis des Zensus 2011 waren 30,8 % der Einwohner evangelisch, 26,0 % römisch-katholisch und die größte Gruppe mit 43,2 % waren konfessionslos, gehörten einer anderen Religionsgemeinschaft an oder machten keine Angabe. Die Zahl der Protestanten und Katholiken ist seitdem gesunken.

## Schriften
- Hessen: Der Regierungsbezirk Darmstadt. Mushakesche Verlagsanstalt, Franzmathes Verlag, Trautheim über Darmstadt und Mainz 1965.